# Rosa manshurica
Rosa manshurica es una especie de planta del género Rosa, de la familia Rosaceae.

## Taxonomía
Rosa manshurica fue descrita por Buzunova en 1996.

## Distribución
Se encuentra en el territorio de Manchuria.